# Tornei di tennis femminili nel 1936
Prima della nascita del WTA Tour, ossia l'apertura alle tenniste professioniste dei tornei che prima di quell'anno erano riservati alle tenniste dilettanti, tutti gli eventi più importanti erano amatoriali, tra questi c'erano i tornei del Grande Slam: gli Australian Championships, gli Internazionali di Francia, il Torneo di Wimbledon e gli U.S. National Championships.

## Gennaio
| Settimana  | Torneo                                                                              | Vincitore                                                    | Finalista                             | Semifinalisti | Eliminati ai quarti |
| ---------- | ----------------------------------------------------------------------------------- | ------------------------------------------------------------ | ------------------------------------- | ------------- | ------------------- |
| gennaio    | Southern Transvaal Championships 1936 Johannesburg, Sudafrica Singolare - Doppio    | Alida Neave 6-3 6-4                                          | Vera Everett                          |               |                     |
| gennaio    | Southern Transvaal Championships 1936 Johannesburg, Sudafrica Singolare - Doppio    | Alida Neave Vera Everett 6-3 6-1                             | Miss King S. Johnstone                |               |                     |
| gennaio    | Southern Transvaal Championships 1936 Johannesburg, Sudafrica Singolare - Doppio    | Doppio misto: Bobbie Heine Miller Norman Farquharson 6-4 6-4 | S. Johnstone M. Osborn                |               |                     |
| 1º gennaio | Coupe de Noel 1936 Parigi, Francia Singolare - Doppio                               | Nelly Landry 11-9 8-6                                        | Ivana Orlandini                       |               |                     |
| 1º gennaio | Coupe de Noel 1936 Parigi, Francia Singolare - Doppio                               | Colette Rosambert Bogner Simone Iribarne 6-1 6-3             | Suzanne Pannetier Mrs Peters          |               |                     |
| 1º gennaio | Coupe de Noel 1936 Parigi, Francia Singolare - Doppio                               | Doppio misto: Rosambert Bogner Jean Borotra 6-4 6-4          | Nelly Adamson Jean Lesueur            |               |                     |
| 4 gennaio  | New Zealand Championships 1936 Wellington, Nuova Zelanda Singolare - Doppio         | Dulcie Nicholls 2-6 6-4 6-4                                  | Nessie Beverley                       |               |                     |
| 4 gennaio  | New Zealand Championships 1936 Wellington, Nuova Zelanda Singolare - Doppio         |                                                              |                                       |               |                     |
| 18 gennaio | Northern California Indoor Championships 1936 San Francisco, USA Singolare - Doppio | Margaret Osborne 6-1 3-6 6-3                                 | Elizabeth Kesting                     |               |                     |
| 18 gennaio | Northern California Indoor Championships 1936 San Francisco, USA Singolare - Doppio |                                                              |                                       |               |                     |
| 19 gennaio | Swedish Covered Court Championships 1936 Stoccolma, Svezia Singolare - Doppio       | Hilde Sperling 7-5 6-2                                       | Nelly Landry                          |               |                     |
| 19 gennaio | Swedish Covered Court Championships 1936 Stoccolma, Svezia Singolare - Doppio       | Hilde Sperling Marie Luise Horn 6-2 7-5                      | Nelly Landry Simone Iribarne          |               |                     |
| 19 gennaio | Swedish Covered Court Championships 1936 Stoccolma, Svezia Singolare - Doppio       | Doppio misto: Gull Roberg Jean Borotra 2-6 6-4 6-4           | Hilde Sperling Curt Oestberg          |               |                     |
| 26 gennaio | German Covered Court Championships 1936 Brema, Germania Singolare - Doppio          | Hilde Sperling 6-4 6-3                                       | Maria Luise Horn                      |               |                     |
| 26 gennaio | German Covered Court Championships 1936 Brema, Germania Singolare - Doppio          | Maria Luise Horn Hilde Sperling 6-3 6-3                      | Simone Iribarne Lafargue Nelly Landry |               |                     |
| 26 gennaio | German Covered Court Championships 1936 Brema, Germania Singolare - Doppio          | Doppio misto: Nelly Landry Henner Henkel 8-6 6-0             | Hilde Sperling Alan Stedman           |               |                     |
| 27 gennaio | Australian Championships 1936 Adelaide, Australia Erba Singolare - Doppio           | Joan Hartigan 6-4, 6-4                                       | Nancy Wynne                           |               |                     |
| 27 gennaio | Australian Championships 1936 Adelaide, Australia Erba Singolare - Doppio           | Thelma Coyne Nancy Wynne 6-2, 6-4                            | May Blick Katherine Woodward          |               |                     |

## Febbraio
| Settimana   | Torneo                                                               | Vincitore                                       | Finalista                           | Semifinalisti | Eliminati ai quarti |
| ----------- | -------------------------------------------------------------------- | ----------------------------------------------- | ----------------------------------- | ------------- | ------------------- |
| 17 febbraio | Philippines Championships 1936 Manila, Filippine Singolare - Doppio  | Minda Ochoa 6-0 7-9 6-1                         | Helen Marlowe Dmitrijevic           |               |                     |
| 17 febbraio | Philippines Championships 1936 Manila, Filippine Singolare - Doppio  | Minda Ochoa Aida Ochoa 7-5 6-4                  | Marlowe Dmitrijevic Irmgard Baumann |               |                     |
| 25 febbraio | Torneo di Beaulieu 1936 Beaulieu-sur-Mer, Francia Singolare - Doppio | Simonne Mathieu 6-0 6-2                         | Billie Yorke                        |               |                     |
| 25 febbraio | Torneo di Beaulieu 1936 Beaulieu-sur-Mer, Francia Singolare - Doppio | Simonne Mathieu Kay Stammers 6-4 6-0            | Josane de Meulmeester Penny Weekes  |               |                     |
| 25 febbraio | Torneo di Beaulieu 1936 Beaulieu-sur-Mer, Francia Singolare - Doppio | Doppio misto: Kay Stammers Jean Lesueur 7-5 6-4 | Simonne Mathieu Andre Martin-Legeay |               |                     |

## Marzo
| Settimana | Torneo                                                                        | Vincitore                                                  | Finalista                                   | Semifinalisti | Eliminati ai quarti |
| --------- | ----------------------------------------------------------------------------- | ---------------------------------------------------------- | ------------------------------------------- | ------------- | ------------------- |
| 1º marzo  | Monte Carlo Cup 1936 Monte Carlo, Monte Carlo Terra rossa Singolare - Doppio  | Simonne Mathieu 6-1 6-4                                    | Jadwiga Jędrzejowska                        |               |                     |
| 1º marzo  | Monte Carlo Cup 1936 Monte Carlo, Monte Carlo Terra rossa Singolare - Doppio  | Simonne Mathieu Josane de Meulmeester 6-4 6-2              | Phyllis Satterthwaite Billie Yorke          |               |                     |
| 1º marzo  | Monte Carlo Cup 1936 Monte Carlo, Monte Carlo Terra rossa Singolare - Doppio  | Doppio misto: Simonne Mathieu Andre Martin-Legeay 7-5 6-4  | Katherine Stammers Jean Lesueur             |               |                     |
| 8 marzo   | Riviera Championships 1936 Mentone, Francia Singolare - Doppio                | Jadwiga Jędrzejowska 6-2 6-1                               | Edith Belliard                              |               |                     |
| 8 marzo   | Riviera Championships 1936 Mentone, Francia Singolare - Doppio                | Jadwiga Jędrzejowska Susan Noel 6-3 6-3                    | Edith Belliard Simonne Mathieu              |               |                     |
| 8 marzo   | Riviera Championships 1936 Mentone, Francia Singolare - Doppio                | Doppio misto: Kay Stammers Jean Lesueur 8-6 6-3            | Jadwiga Jędrzejowska Kazimierz Tarlowski    |               |                     |
| 10 marzo  | US Indoors 1936 New York, USA Singolare - Doppio                              | Marjorie van Ryn 6-4 6-3                                   | Norma Taubele Barber                        |               |                     |
| 10 marzo  | US Indoors 1936 New York, USA Singolare - Doppio                              | Dorothy Andrus Sylvia Jung Henrotin 6-4 9-7                | Norma Taubele Barber Florence Le Boutillier |               |                     |
| 10 marzo  | US Indoors 1936 New York, USA Singolare - Doppio                              | Doppio misto: Sylvia Jung Henrotin Kalle Schroeder 7-5 7-5 | Gladman Van Ryn Gregory Mangin              |               |                     |
| 15 marzo  | Côte d'Azur Championships 1936 Cannes, Francia Singolare - Doppio             | Simonne Mathieu 6-0 5-7 7-5                                | Jadwiga Jędrzejowska                        |               |                     |
| 15 marzo  | Côte d'Azur Championships 1936 Cannes, Francia Singolare - Doppio             | Edith Belliard Kay Stammers 3-6 6-3 6-2                    | Simonne Mathieu Susan Noel                  |               |                     |
| 15 marzo  | Côte d'Azur Championships 1936 Cannes, Francia Singolare - Doppio             | Doppio misto: Kay Stammers Jean Lesueur                    | Edith Belliard Franjo Punčec                |               |                     |
| 22 marzo  | Torneo di Cap d'Antibes 1936 Cap d'Antibes, Francia Singolare - Doppio        | Simonne Mathieu                                            |                                             |               |                     |
| 22 marzo  | Torneo di Cap d'Antibes 1936 Cap d'Antibes, Francia Singolare - Doppio        |                                                            |                                             |               |                     |
| 22 marzo  | Egyptian International Championships 1936 Cairo, Egitto Singolare - Doppio    | Billie Yorke 6-3 1-6 6-4                                   | Rosl Kraus                                  |               |                     |
| 22 marzo  | Egyptian International Championships 1936 Cairo, Egitto Singolare - Doppio    | Billie Yorke Joan Ingram 6-3 6-2                           | Lavender Campbell Mabel Clayton             |               |                     |
| 22 marzo  | Egyptian International Championships 1936 Cairo, Egitto Singolare - Doppio    | Doppio misto: Billie Yorke Pat Hughes 8-6 2-6 6-0          | Rosl Kraus Roland Journu                    |               |                     |
| 22 marzo  | Bermuda International Championships 1936 Hamilton, Bermuda Singolare - Doppio | Sylvie Henrotin 6-2 8-6                                    | Norma Taubele Barber                        |               |                     |
| 22 marzo  | Bermuda International Championships 1936 Hamilton, Bermuda Singolare - Doppio | Dorothy Andrus Sylvie Henrotin 4-6 6-2 6-1                 | Norma Taubele Barber Florence Le Boutillier |               |                     |
| 22 marzo  | Bermuda International Championships 1936 Hamilton, Bermuda Singolare - Doppio | Doppio misto: Sylvie Henrotin Kalle Schoder 3-6 6-4 6-3    | Dorothy Andrus Wilmer Hines                 |               |                     |
| 28 marzo  | New England Indoor 1936 Longwood, USA Indoor Singolare - Doppio               | Kay Winthrop 6-3 4-6 6-4                                   | Virginia Rice Johnson                       |               |                     |
| 28 marzo  | New England Indoor 1936 Longwood, USA Indoor Singolare - Doppio               | Sarah Palfrey Kay Winthrop 2-6 6-1 6-0                     | Virginia Rice Johnson Marjorie Painter      |               |                     |
| 29 marzo  | Palm Springs Invitation 1936 Palm Springs, USA Singolare - Doppio             | Alice Marble 6-3 6-4                                       | Carolin Babcock                             |               |                     |
| 29 marzo  | Palm Springs Invitation 1936 Palm Springs, USA Singolare - Doppio             |                                                            |                                             |               |                     |

## Aprile
| Settimana | Torneo                                                                                    | Vincitore                                                   | Finalista                           | Semifinalisti | Eliminati ai quarti |
| --------- | ----------------------------------------------------------------------------------------- | ----------------------------------------------------------- | ----------------------------------- | ------------- | ------------------- |
| 4 aprile  | River Oaks International Tennis Tournament 1936 Houston, USA Singolare - Doppio           | Eunice Dean 4-6 6-3 7-5                                     | Marjorie van Ryn                    |               |                     |
| 4 aprile  | River Oaks International Tennis Tournament 1936 Houston, USA Singolare - Doppio           | Marjorie van Ryn Mary Greef Harris 6-3 3-6 6-0              | Anna Mae Reichert Katherine Pearson |               |                     |
| 11 aprile | Ambassador Invitation 1936 Los Angeles, USA Singolare - Doppio                            | Dorothy Bundy Cheney 6-2 6-4                                | Esther Bartosh                      |               |                     |
| 11 aprile | Ambassador Invitation 1936 Los Angeles, USA Singolare - Doppio                            |                                                             |                                     |               |                     |
| 13 aprile | North & South Tournament 1936 Pinehurst, USA Terra rossa Singolare - Doppio               | Eunice Dean 6-4 6-2                                         | Virginia Rice Johnson               |               |                     |
| 13 aprile | North & South Tournament 1936 Pinehurst, USA Terra rossa Singolare - Doppio               | Virginia Rice Johnson Katherine Winthrop 6-3 6-4            | Norma Taubele Millicent Hirsch      |               |                     |
| 13 aprile | North & South Tournament 1936 Pinehurst, USA Terra rossa Singolare - Doppio               | Doppio misto: Marjorie Gladman Van Ryn John Van Ryn 6-3 6-3 | Norma Taubele Marcel Rainville      |               |                     |
| 19 aprile | Eastern Mediterranean Championships 1936 Atene, Grecia Singolare - Doppio                 | Hilde Sperling                                              | Jadwiga Jędrzejowska                |               |                     |
| 19 aprile | Eastern Mediterranean Championships 1936 Atene, Grecia Singolare - Doppio                 | Hilde Sperling Marie Luise Horn 1-6 6-4 6-3                 | Jadwiga Jędrzejowska Billie Yorke   |               |                     |
| 19 aprile | Eastern Mediterranean Championships 1936 Atene, Grecia Singolare - Doppio                 | Doppio misto: Billie Yorke Roland Journu 7-5 8-6            | Hilde Sperling Franjo Kukuljevic    |               |                     |
| 23 aprile | Ojai Valley Championships 1936 Ojai, USA Singolare - Doppio                               | Gracyn Wheeler 7-5 1-6 6-4                                  | Dorothy Bundy Cheney                |               |                     |
| 23 aprile | Ojai Valley Championships 1936 Ojai, USA Singolare - Doppio                               |                                                             |                                     |               |                     |
| 26 aprile | Czechoslovakian International Championships 1936 Praga, Cecoslovacchia Singolare - Doppio | Margarethe Kaeppel 3-6 7-5 ritiro                           | Irmgard Rost                        |               |                     |
| 26 aprile | Czechoslovakian International Championships 1936 Praga, Cecoslovacchia Singolare - Doppio | Grete Deutschova Mariane Mullerova 6-4 6-2                  | Margarethe Kaeppel Irmgard Rost     |               |                     |
| 26 aprile | Czechoslovakian International Championships 1936 Praga, Cecoslovacchia Singolare - Doppio | Doppio misto: Grete Deutschova Ladislav Hecht 6-2 6-2       | Irmgard Rost Werner Menzel          |               |                     |

## Maggio
| Settimana | Torneo                                                                                       | Vincitore                                                   | Finalista                         | Semifinalisti | Eliminati ai quarti |
| --------- | -------------------------------------------------------------------------------------------- | ----------------------------------------------------------- | --------------------------------- | ------------- | ------------------- |
| 2 maggio  | British Hard Court Championships 1936 Bournemouth, Gran Bretagna Singolare - Doppio          | Kay Stammers Menzies 7-5 7-5                                | Anita Lizana                      |               |                     |
| 2 maggio  | British Hard Court Championships 1936 Bournemouth, Gran Bretagna Singolare - Doppio          | Freda James Katherine Stammers 6-2 6-4                      | Mrs. R. Allister Betty Nuthall    |               |                     |
| 2 maggio  | British Hard Court Championships 1936 Bournemouth, Gran Bretagna Singolare - Doppio          | Doppio misto: Dorothy Round Fred Perry 6-3 6-2              | Betty Nuthall John Olliff         |               |                     |
| 2 maggio  | Southern California Championships 1936 Los Angeles, USA Singolare - Doppio                   | Alice Marble 6-2 6-4                                        | Dorothy Bundy Cheney              |               |                     |
| 2 maggio  | Southern California Championships 1936 Los Angeles, USA Singolare - Doppio                   | Alice Marble Gracyn Wheeler 6-2 7-5                         | Esther Bartosh Ruby Bishop Bixler |               |                     |
| 2 maggio  | Southern California Championships 1936 Los Angeles, USA Singolare - Doppio                   | Doppio misto: Esther Bartosh Bobby Riggs 6-2 7-5 6-4        | Theodosia Smith Jack Knemeyer     |               |                     |
| 8 maggio  | Hungarian International Championships 1936 Budapest, Ungheria Terra rossa Singolare - Doppio | Jadwiga Jędrzejowska 3-6 6-1 6-0                            | Helen Jacobs                      |               |                     |
| 8 maggio  | Hungarian International Championships 1936 Budapest, Ungheria Terra rossa Singolare - Doppio |                                                             |                                   |               |                     |
| 8 maggio  | Hungarian International Championships 1936 Budapest, Ungheria Terra rossa Singolare - Doppio | Doppio misto: Jadwiga Jędrzejowska M. Ferenczy 7-5 6-4      | Helen Jacobs Béla von Kehrling    |               |                     |
| 10 maggio | Austrian International Championships 1936 Vienna, Austria Singolare - Doppio                 | Jadwiga Jędrzejowska 4-6 7-5 15-13                          | Simonne Mathieu                   |               |                     |
| 10 maggio | Austrian International Championships 1936 Vienna, Austria Singolare - Doppio                 | Simonne Mathieu Miss Lermitte 6-4 6-0                       | Rosl Kraus Trude Wolf             |               |                     |
| 10 maggio | Austrian International Championships 1936 Vienna, Austria Singolare - Doppio                 | Doppio misto: Jadwiga Jędrzejowska Valentino Taroni 6-0 6-1 | Miss Lermitte Willi Brosch        |               |                     |
| 17 maggio | Mexican Championships 1936 Città del Messico, Messico Singolare - Doppio                     | Irene Garland 6-1 6-2                                       | Judith de Segura                  |               |                     |
| 17 maggio | Mexican Championships 1936 Città del Messico, Messico Singolare - Doppio                     | Loly Villarelo Maria Tapia 6-2 6-4                          | Judith de Segura Joan Blackmore   |               |                     |
| 19 maggio | Massachusetts State Championships 1936 Brookline, USA Singolare - Doppio                     | Virginia Rice Johnson 6-3 6-4                               | Kay Winthrop                      |               |                     |
| 19 maggio | Massachusetts State Championships 1936 Brookline, USA Singolare - Doppio                     |                                                             |                                   |               |                     |
| 23 maggio | Surrey Championships 1936 Surbiton, Gran Bretagna Singolare - Doppio                         | Dorothy Round 6-2 6-3                                       | Anita Lizana                      |               |                     |
| 23 maggio | Surrey Championships 1936 Surbiton, Gran Bretagna Singolare - Doppio                         | Freda James Betty Nuthall 7-5 2-6 9-7                       | Joan Ingram Phyllis King          |               |                     |
| 23 maggio | Surrey Championships 1936 Surbiton, Gran Bretagna Singolare - Doppio                         | Doppio misto: Elsie Pittman Camille Malfroy 2-6 6-3 6-3     | Joan Ingram Donald Butler         |               |                     |
| 29 maggio | Del Monte Championships 1936 Del Monte, USA Singolare - Doppio                               | Gracyn Wheeler 3-6 6-1 6-2                                  | Margaret Osborne                  |               |                     |
| 29 maggio | Del Monte Championships 1936 Del Monte, USA Singolare - Doppio                               |                                                             |                                   |               |                     |
| 29 maggio | Del Monte Championships 1936 Del Monte, USA Singolare - Doppio                               | Doppio misto: Patsy McCoy Brown Wallace Bates 6-4 6-2       | Margaret Osborne Charles Weesner  |               |                     |

## Giugno
| Settimana | Torneo                                                                                | Vincitore                                                                  | Finalista                                   | Semifinalisti | Eliminati ai quarti |
| --------- | ------------------------------------------------------------------------------------- | -------------------------------------------------------------------------- | ------------------------------------------- | ------------- | ------------------- |
| giugno    | West of England Championships 1936 Bristol, Gran Bretagna Singolare - Doppio          | Hilde Sperling 6-2 6-2                                                     | Mrs L. Birch                                |               |                     |
| giugno    | West of England Championships 1936 Bristol, Gran Bretagna Singolare - Doppio          |                                                                            |                                             |               |                     |
| giugno    | Wimbledon Plate 1936 Londra, Gran Bretagna Singolare - Doppio                         | Frances Ford 6-4 6-4                                                       | Mona Riddell                                |               |                     |
| giugno    | Wimbledon Plate 1936 Londra, Gran Bretagna Singolare - Doppio                         |                                                                            |                                             |               |                     |
| 1º giugno | Internazionali di Francia 1936 Parigi, Francia Terra rossa Singolare - Doppio         | Hilde Sperling 6-3 6-4                                                     | Simonne Mathieu                             |               |                     |
| 1º giugno | Internazionali di Francia 1936 Parigi, Francia Terra rossa Singolare - Doppio         | Simonne Mathieu Billie Yorke 2-6, 6-4, 6-4                                 | Jadwiga Jędrzejowska Susan Noel             |               |                     |
| 5 giugno  | Torneo di Saint George's Hill 1936 Weybridge, Gran Bretagna Singolare - Doppio        | Elsie Goldsack 9-7 6-0                                                     | Mary Hardwick                               |               |                     |
| 5 giugno  | Torneo di Saint George's Hill 1936 Weybridge, Gran Bretagna Singolare - Doppio        | Dorothy Andrus Sylvie Henrotin                                             | Elsie Goldsack Pittman Billie Yorke         |               |                     |
| 5 giugno  | Torneo di Saint George's Hill 1936 Weybridge, Gran Bretagna Singolare - Doppio        | Doppio misto: Ermyntrude Harvey Edward Avory titolo condiviso (1 set pari) | Billie Yorke Jack Lysaght                   |               |                     |
| 6 giugno  | Northern Championships 1936 Liverpool, Gran Bretagna Singolare - Doppio               | Anita Lizana 6-1 6-0                                                       | Nancy Fontes                                |               |                     |
| 6 giugno  | Northern Championships 1936 Liverpool, Gran Bretagna Singolare - Doppio               | Anita Lizana Joan Strawson 6-4 6-2                                         | Manon Hargreaves Dora Beazley               |               |                     |
| 6 giugno  | Northern Championships 1936 Liverpool, Gran Bretagna Singolare - Doppio               | Doppio misto: Joan Strawson Jack Chamberlain 6-4 6-2                       | B. Stoddart S. Grossmith                    |               |                     |
| 8 giugno  | New York State Championships 1936 Jackson Heights, USA Singolare - Doppio             | Norma Taubele Barber 3-6 6-4 8-6                                           | Maud Levi Blumenthal                        |               |                     |
| 8 giugno  | New York State Championships 1936 Jackson Heights, USA Singolare - Doppio             | Norma Taubele Barber Grace Surbe 7-5 6-2                                   | Rosenbaum Blumenthal Gladys Hawk            |               |                     |
| 8 giugno  | Southern Championships 1936 Memphis, USA Singolare - Doppio                           | Lila Porter 6-3 6-8 6-4                                                    | Eunice Dean                                 |               |                     |
| 8 giugno  | Southern Championships 1936 Memphis, USA Singolare - Doppio                           | Eunice Dean Evangeline McLennan 8-6 6-4                                    | Lila Porter Pearl Lewis                     |               |                     |
| 8 giugno  | Delaware State Grass Court Championships 1936 Wilmington, USA Erba Singolare - Doppio | Dorothy Workman 6-4 6-4                                                    | Marion Zinderstein Jessup                   |               |                     |
| 8 giugno  | Delaware State Grass Court Championships 1936 Wilmington, USA Erba Singolare - Doppio | Marion Zinderstein Jessup Anne Townsend 6-2 6-4                            | Dorothy Workman Alice Surber                |               |                     |
| 8 giugno  | Delaware State Grass Court Championships 1936 Wilmington, USA Erba Singolare - Doppio | Doppio misto: Marion Zinderstein Jessup Fritz Mercur 6-3 6-3               | Allison Harrison Neil Sullivan              |               |                     |
| 13 giugno | Kent Championships 1936 Beckenham, Gran Bretagna Singolare - Doppio                   | Anita Lizana 3-6 6-0 6-1                                                   | Betty Nuthall                               |               |                     |
| 13 giugno | Kent Championships 1936 Beckenham, Gran Bretagna Singolare - Doppio                   | Sylvia Jung Henrotin Dorothy Andrus 4-6 6-3 6-2                            | Betty Nuthall Audrey Allister               |               |                     |
| 13 giugno | Kent Championships 1936 Beckenham, Gran Bretagna Singolare - Doppio                   | Doppio misto: Sylvia Jung Henrotin Charles Hare 6-3 6-2                    | Mary Whitmarsh Frank Wilde                  |               |                     |
| 13 giugno | Denver City Championships 1936 Denver, USA Singolare - Doppio                         | Dorothy Bundy Cheney 6-1 6-1                                               | Fay Schwayder                               |               |                     |
| 13 giugno | Denver City Championships 1936 Denver, USA Singolare - Doppio                         |                                                                            |                                             |               |                     |
| 13 giugno | Eastern Clay Court Championships 1936 Montclair, USA Singolare - Doppio               | Norma Taubele Barber 6-3 6-3                                               | Edith Moore                                 |               |                     |
| 13 giugno | Eastern Clay Court Championships 1936 Montclair, USA Singolare - Doppio               | Norma Taubele Barber Grace Surber 6-2 6-0                                  | Elena Cicone Esther Edwards                 |               |                     |
| 13 giugno | Eastern Clay Court Championships 1936 Montclair, USA Singolare - Doppio               | Doppio misto: Edith Moore Herbert Bowman 6-2 6-2                           | Helen Germaine Roland Williams              |               |                     |
| 15 giugno | Pennsylvania & Eastern States Championships 1936 Haverford, USA Singolare - Doppio    | Dorothy Workman 4-6 6-2 6-4                                                | Marion Zinderstein Jessup                   |               |                     |
| 15 giugno | Pennsylvania & Eastern States Championships 1936 Haverford, USA Singolare - Doppio    | Marion Zinderstein Jessup Anne Townsend 6-2 6-4                            | Dorothy Workman Alice Surber                |               |                     |
| 20 giugno | California State Championships 1936 Berkeley, USA Singolare - Doppio                  | Bonnie Miller Blank 6-4 6-4                                                | Gussie Raegener                             |               |                     |
| 20 giugno | California State Championships 1936 Berkeley, USA Singolare - Doppio                  | Margaret Smith Frances Umphred 6-4 6-4                                     | Gussie Raegener Dorothea Swartz             |               |                     |
| 20 giugno | California State Championships 1936 Berkeley, USA Singolare - Doppio                  | Doppio misto: Helen Wills Moody Bud Chandler 4-6 6-1 6-4                   | Margaret Osborne Henry Culley               |               |                     |
| 20 giugno | Queen's Club Championships 1936 Londra, Gran Bretagna Erba Singolare - Doppio         | Jadwiga Jędrzejowska 6-2 6-4                                               | Susan Noel                                  |               |                     |
| 20 giugno | Queen's Club Championships 1936 Londra, Gran Bretagna Erba Singolare - Doppio         | Dorothy Andrus Sylvie Jung Henrotin 6-4 5-7 6-2                            | Josane Sigart de Meulemeester Nelly Adamson |               |                     |
| 20 giugno | Queen's Club Championships 1936 Londra, Gran Bretagna Erba Singolare - Doppio         | Doppio misto: Sarah Palfrey Fabyan Don Budge 3-6 6-2 6-0                   | Jadwiga Jędrzejowska Charles Hare           |               |                     |
| 20 giugno | Tri-State Championships 1936 Cincinnati, USA Singolare - Doppio                       | Lila Porter 6-4 6-3                                                        | Virginia Hollinger                          |               |                     |
| 20 giugno | Tri-State Championships 1936 Cincinnati, USA Singolare - Doppio                       | Catherine Wolf Edna Smith 6-3 6-4                                          | Lila Porter Josephine Gray Beach            |               |                     |
| 29 giugno | Middle States Championships 1936 Filadelfia, USA Singolare - Doppio                   | Helen Rihbany 6-3 6-1                                                      | Eunice Dean                                 |               |                     |
| 29 giugno | Middle States Championships 1936 Filadelfia, USA Singolare - Doppio                   | Helen Rihbany Patricia Henry 6-4 5-7 6-3                                   | Eunice Dean Olga Kallos                     |               |                     |

## Luglio
| Settimana | Torneo                                                                          | Vincitore                                                      | Finalista                                   | Semifinalisti | Eliminati ai quarti |
| --------- | ------------------------------------------------------------------------------- | -------------------------------------------------------------- | ------------------------------------------- | ------------- | ------------------- |
| luglio    | River Plate Championships 1936 Buenos Aires, Argentina Singolare - Doppio       | Leonilda Giusti 6-2 7-5                                        | Ana de Madrid                               |               |                     |
| luglio    | River Plate Championships 1936 Buenos Aires, Argentina Singolare - Doppio       | Ana de Madrid Leonilda Giusti 10-8 5-7 7-5                     | Delia Balli Caimi Garmendia Marta Balparda  |               |                     |
| luglio    | River Plate Championships 1936 Buenos Aires, Argentina Singolare - Doppio       | Doppio misto: Felisa Piedrola Alejo Russell 6-3 2-6 6-4        | Ana de Madrid Augusto Zappa                 |               |                     |
| luglio    | Victorian Hard Court Championships 1936 Melbourne, Australia Singolare - Doppio | Nell Hopman 6-8 6-1 6-3                                        | Whitaker                                    |               |                     |
| luglio    | Victorian Hard Court Championships 1936 Melbourne, Australia Singolare - Doppio |                                                                |                                             |               |                     |
| 4 luglio  | Torneo di Wimbledon 1936 Londra, Gran Bretagna Erba Singolare - Doppio          | Helen Jacobs 6-2, 4-6, 7-5                                     | Hilde Sperling                              |               |                     |
| 4 luglio  | Torneo di Wimbledon 1936 Londra, Gran Bretagna Erba Singolare - Doppio          | Freda James Kay Stammers 6-2, 6-1                              | Sarah Fabyan Helen Hull Jacobs              |               |                     |
| 6 luglio  | Colorado State Championships 1936 Denver, USA Singolare - Doppio                | Dorothy Bundy Cheney 6-1 6-4                                   | Ruby Bishop Bixler                          |               |                     |
| 6 luglio  | Colorado State Championships 1936 Denver, USA Singolare - Doppio                | Dorothy Bundy Cheney Mrs. L. C. Phipps 8-6 6-4                 | Ruby Bishop Bixler Mrs. Donald Bromfeld     |               |                     |
| 6 luglio  | Colorado State Championships 1936 Denver, USA Singolare - Doppio                | Doppio misto: Ruby Bishop Bixler Joseph Bixler 6-2 6-4         | Dorothy Bundy Cheney Gerald Phipps          |               |                     |
| 11 luglio | Irish Championships 1936 Dublino, Irlanda Singolare - Doppio                    | Anita Lizana 6-3 6-3                                           | Nancy Dickin                                |               |                     |
| 11 luglio | Irish Championships 1936 Dublino, Irlanda Singolare - Doppio                    | Nancy Dickin Patsy O'Connell 6-3 6-4                           | Anita Lizana Valerie Scott                  |               |                     |
| 11 luglio | Irish Championships 1936 Dublino, Irlanda Singolare - Doppio                    | Doppio misto: Anita Lizana George Lyttleton-Rogers 6-1 1-6 6-2 | Norma Stoker Georg von Metaxa               |               |                     |
| 13 luglio | Washington State Championships 1936 Seattle, USA Singolare - Doppio             | Anne Morgan 6-2 6-3                                            | Esther Bartosh                              |               |                     |
| 13 luglio | Washington State Championships 1936 Seattle, USA Singolare - Doppio             |                                                                |                                             |               |                     |
| 14 luglio | Torneo di La Jolla 1936 La Jolla, USA Singolare - Doppio                        | May Doeg 6-1 9-11 7-5                                          | Jacque Virgil                               |               |                     |
| 14 luglio | Torneo di La Jolla 1936 La Jolla, USA Singolare - Doppio                        |                                                                |                                             |               |                     |
| 20 luglio | Longwood Bowl 1936 Brookline, USA Singolare - Doppio                            | Alice Marble 6-1 8-6                                           | Carolin Roberts                             |               |                     |
| 20 luglio | Longwood Bowl 1936 Brookline, USA Singolare - Doppio                            | Alice Marble Gracyn Wheeler 7-5 3-6 6-3                        | Virginia Rice Johnson Katherine Winthrop    |               |                     |
| 20 luglio | Pacific Northwest Championships 1936 Tacoma, USA Singolare - Doppio             | Esther Bartosh 6-4 9-7                                         | Virginia Wolfenden Kovacs                   |               |                     |
| 20 luglio | Pacific Northwest Championships 1936 Tacoma, USA Singolare - Doppio             | Esther Bartosh Frances Herron del Amo 6-4 4-6 6-2              | Virginia Wolfenden Kovacs Patricia Canning  |               |                     |
| 20 luglio | Pacific Northwest Championships 1936 Tacoma, USA Singolare - Doppio             | Doppio misto: Esther Bartosh Verne Hughes 6-2 8-6              | Golda Meyer Gross Richard Hyde              |               |                     |
| 27 luglio | British Columbia Championships 1936 Victoria, Canada Singolare - Doppio         | Virginia Wolfenden Kovacs 6-4 6-3                              | Eleanor Young                               |               |                     |
| 27 luglio | British Columbia Championships 1936 Victoria, Canada Singolare - Doppio         | Esther Bartosh Frances Herron del Amo 8-6 5-7 6-4              | Golda Meyer Gross Virginia Wolfenden Kovacs |               |                     |
| 27 luglio | British Columbia Championships 1936 Victoria, Canada Singolare - Doppio         | Doppio misto: Esther Bartosh Verne Hughes                      | Frances Herron del Amo Jack Knemeyer        |               |                     |

## Agosto
| Settimana | Torneo                                                                             | Vincitore                                             | Finalista                              | Semifinalisti | Eliminati ai quarti |
| --------- | ---------------------------------------------------------------------------------- | ----------------------------------------------------- | -------------------------------------- | ------------- | ------------------- |
| agosto    | Torneo di Budleigh Salterton 1936 Budleigh, Gran Bretagna Singolare - Doppio       | Phyllis Mudford 6-3 8-6                               | Freda James                            |               |                     |
| agosto    | Torneo di Budleigh Salterton 1936 Budleigh, Gran Bretagna Singolare - Doppio       |                                                       |                                        |               |                     |
| agosto    | Sussex Championships 1936 Bognor Regis, Gran Bretagna Singolare - Doppio           | Anita Lizana 6-0 6-1                                  | G. Osborne                             |               |                     |
| agosto    | Sussex Championships 1936 Bognor Regis, Gran Bretagna Singolare - Doppio           |                                                       |                                        |               |                     |
| 1º agosto | Seabright Invitational 1936 Seabright, USA Erba Singolare - Doppio                 | Alice Marble 6-0 6-3                                  | Carolin Babcock                        |               |                     |
| 1º agosto | Seabright Invitational 1936 Seabright, USA Erba Singolare - Doppio                 | Dorothy Andrus Sylvie Henrotin 3-6 6-4 6-3            | Carolin Babcock Stark Marjorie Van Ryn |               |                     |
| 1º agosto | Seabright Invitational 1936 Seabright, USA Erba Singolare - Doppio                 | Doppio misto: Dorothy Andrus Don Budge 6-4 6-4        | Gracyn Wheeler John McDiarmid          |               |                     |
| 2 agosto  | Swedish International Championships 1936 Båstad, Svezia Singolare - Doppio         | Hilde Sperling                                        | Marie Louise Horn                      |               |                     |
| 2 agosto  | Swedish International Championships 1936 Båstad, Svezia Singolare - Doppio         |                                                       |                                        |               |                     |
| 3 agosto  | Maidstone Invitation 1936 East Hampton, USA Singolare - Doppio                     | Gracyn Wheeler 6-2 6-4                                | Helen Rihbany                          |               |                     |
| 3 agosto  | Maidstone Invitation 1936 East Hampton, USA Singolare - Doppio                     | Sylvie Henrotin Dorothy Andrus 6-4 6-4                | Dorothy Workman Dorothy Bundy Cheney   |               |                     |
| 3 agosto  | Canadian Championships 1936 Vancouver, Canada Singolare - Doppio                   | Esther Bartosh 6-1 3-6 6-1                            | Jean Milne                             |               |                     |
| 3 agosto  | Canadian Championships 1936 Vancouver, Canada Singolare - Doppio                   | Jean Milne Golda Meyer Gross 1-6 6-2 6-3              | Caroline Deacon Eleanor Young          |               |                     |
| 3 agosto  | Canadian Championships 1936 Vancouver, Canada Singolare - Doppio                   | Doppio misto: Esther Bartosh Verne Hughes 6-3 3-6 6-1 | Eleanor Young Jack Hall                |               |                     |
| 8 agosto  | Eastern Grass Court Championships 1936 Rye, USA Erba Singolare - Doppio            | Sylvie Henrotin 5-7 6-2 6-2                           | Helen Rihbany                          |               |                     |
| 8 agosto  | Eastern Grass Court Championships 1936 Rye, USA Erba Singolare - Doppio            | Dorothy Bundy Cheney Dorothy Workman                  | Marjorie Van Ryn Carolin Babcock Stark |               |                     |
| 9 agosto  | Danish Outdoor Championships 1936 Copenaghen, Danimarca Singolare - Doppio         | Else Støckel Hollis 7-5 7-5                           | Johanne Louise Gleerup                 |               |                     |
| 9 agosto  | Danish Outdoor Championships 1936 Copenaghen, Danimarca Singolare - Doppio         | Johanne Louise Gleerup Else Støckel Hollis            |                                        |               |                     |
| 9 agosto  | Danish Outdoor Championships 1936 Copenaghen, Danimarca Singolare - Doppio         | Doppio misto: Else Støckel Hollis Helge Plougmann     |                                        |               |                     |
| 10 agosto | Western Championships 1936 Harbor Springs, USA Singolare - Doppio                  | Catherine Wolf 6-4 6-4                                | Elizabeth Kesting                      |               |                     |
| 10 agosto | Western Championships 1936 Harbor Springs, USA Singolare - Doppio                  | Catherine Wolf Elizabeth Kesting 6-1 6-4              | Marian Cole Jean Hoxie                 |               |                     |
| 10 agosto | Western Championships 1936 Harbor Springs, USA Singolare - Doppio                  | Doppio misto: Catherine Wolf John Foreman             | Marjorie Stern Ramsey Potts            |               |                     |
| 22 agosto | American Tennis Association Championships 1936 Wilberforce, USA Singolare - Doppio | Lulu Balard 8-6 6-1                                   | Ora Mae Washington                     |               |                     |
| 22 agosto | American Tennis Association Championships 1936 Wilberforce, USA Singolare - Doppio |                                                       |                                        |               |                     |
| 23 agosto | Essex County Championships 1936 Manchester, USA Singolare - Doppio                 | Helen Jacobs 6-3 0-6 6-4                              | Alice Marble                           |               |                     |
| 23 agosto | Essex County Championships 1936 Manchester, USA Singolare - Doppio                 | Alice Marble Kay Stammers Menzies                     | Helen Jacobs Sarah Palfrey             |               |                     |
| 23 agosto | Essex County Championships 1936 Manchester, USA Singolare - Doppio                 | Doppio misto: Katherine Winthrop G. Colket Caner      | Mrs. William Endicott Arthur Page      |               |                     |
| 30 agosto | Swiss International Championships 1936 Lucerna, Svizzera Singolare - Doppio        | Hilde Sperling 3-6 6-3 6-1                            | Simonne Mathieu                        |               |                     |
| 30 agosto | Swiss International Championships 1936 Lucerna, Svizzera Singolare - Doppio        | Effie Peters Billie Yorke 8-6 6-2                     | Alexandra McOstrich Hilde Sperling     |               |                     |
| 30 agosto | Swiss International Championships 1936 Lucerna, Svizzera Singolare - Doppio        | Doppio misto: Hilde Sperling Boris Maneff 6-3 2-6 6-4 | Billie Yorke Pat Hughes                |               |                     |

## Settembre
| Settimana    | Torneo                                                                           | Vincitore                                                   | Finalista                                   | Semifinalisti | Eliminati ai quarti |
| ------------ | -------------------------------------------------------------------------------- | ----------------------------------------------------------- | ------------------------------------------- | ------------- | ------------------- |
| settembre    | South of England Championships 1936 Eastbourne, Gran Bretagna Singolare - Doppio | Anita Lizana 6-4 6-2                                        | Dorothy Round                               |               |                     |
| settembre    | South of England Championships 1936 Eastbourne, Gran Bretagna Singolare - Doppio | Ermyntrude Harvey Phyllis King 6-0 3-6 8-6                  | Anita Lizana Jean Saunders                  |               |                     |
| settembre    | South of England Championships 1936 Eastbourne, Gran Bretagna Singolare - Doppio | Doppio misto: Mary Heeley Frank Wilde 6-4 7-5               | Nancy Lyle Pat Hughes                       |               |                     |
| 12 settembre | U.S. National Championships 1936 New York, USA Erba Singolare - Doppio           | Alice Marble 4-6, 6-3, 6-2                                  | Helen Jacobs                                |               |                     |
| 12 settembre | U.S. National Championships 1936 New York, USA Erba Singolare - Doppio           | Marjorie Van Ryn Carolin Babcock 9-7, 2-6, 6-4              | Helen Hull Jacobs Carolin Babcock           |               |                     |
| 13 settembre | Torneo di Capri 1936 Capri, Italia Singolare - Doppio                            | Hilde Sperling 6-2 6-2                                      | Totta Zehden                                |               |                     |
| 13 settembre | Torneo di Capri 1936 Capri, Italia Singolare - Doppio                            |                                                             |                                             |               |                     |
| 13 settembre | Torneo di Capri 1936 Capri, Italia Singolare - Doppio                            | Doppio misto: Totta Zehden Adam Baworowski 3-6 6-2 6-2      | Hilde Sperling Jacques Jamain               |               |                     |
| 18 settembre | Pacific Southwest Championships 1936 Los Angeles, USA Singolare - Doppio         | Gracyn Wheeler 7-5 2-6 6-4                                  | Alice Marble                                |               |                     |
| 18 settembre | Pacific Southwest Championships 1936 Los Angeles, USA Singolare - Doppio         | Dorothy Workman Dorothy Bundy Cheney 6-3 6-0                | Bonnie Miller Blank May Doeg                |               |                     |
| 18 settembre | Pacific Southwest Championships 1936 Los Angeles, USA Singolare - Doppio         | Doppio misto: Marjorie Van Ryn Don Budge 6-4 6-3            | Dorothy Workman Yvon Petra                  |               |                     |
| 28 settembre | Hot Springs Fall Championships 1936 Hot Springs, USA Singolare - Doppio          | Kay Stammers Menzies 5-7 6-2 9-7                            | Eunice Dean                                 |               |                     |
| 28 settembre | Hot Springs Fall Championships 1936 Hot Springs, USA Singolare - Doppio          | Kay Stammers Menzies Argyl Rice 6-2 10-8                    | Penelope Anderson McBride Evelyn Bouscaren  |               |                     |
| 28 settembre | Hot Springs Fall Championships 1936 Hot Springs, USA Singolare - Doppio          | Doppio misto: Kay Stammers Menzies William Clothier 6-1 6-3 | Penelope Anderson McBride Anton von Bernuth |               |                     |
| 28 settembre | Paris International Championships 1936 Parigi, Francia Singolare - Doppio        | Simonne Mathieu 6-2 6-4                                     | Simone Iribarne Lafargue                    |               |                     |
| 28 settembre | Paris International Championships 1936 Parigi, Francia Singolare - Doppio        | Simonne Mathieu Simone Gorodnitchenko 6-4 7-5               | Billie Yorke Joan Reid-Thomas Strawson      |               |                     |
| 28 settembre | Paris International Championships 1936 Parigi, Francia Singolare - Doppio        | Doppio misto: Billie Yorke Pat Hughes titolo condiviso      | Joan Reid-Thomas Strawson Chalres Hare      |               |                     |

## Ottobre
| Settimana  | Torneo                                                                                           | Vincitore                                                            | Finalista                     | Semifinalisti | Eliminati ai quarti |
| ---------- | ------------------------------------------------------------------------------------------------ | -------------------------------------------------------------------- | ----------------------------- | ------------- | ------------------- |
| 3 ottobre  | Pacific Coast Championships 1936 Berkeley, USA Singolare - Doppio                                | Margaret Osborne 0-6 6-1 6-3                                         | Virginia Wolfenden Kovacs     |               |                     |
| 3 ottobre  | Pacific Coast Championships 1936 Berkeley, USA Singolare - Doppio                                | Anna McCune Harper Frances Umphred 7-5 6-1                           | Elsie Gabel Golda Gross       |               |                     |
| 3 ottobre  | Pacific Coast Championships 1936 Berkeley, USA Singolare - Doppio                                | Doppio misto: Helen Wills Moody Don Budge 5-7 10-8 6-4               | Helen Jacobs Henry Culley     |               |                     |
| 10 ottobre | Metropolitan Grass Court Championships 1936 Strathfield, Australia Singolare - Doppio            | Thelma Coyne 8-6 6-4                                                 | Joan Hartigan                 |               |                     |
| 10 ottobre | Metropolitan Grass Court Championships 1936 Strathfield, Australia Singolare - Doppio            | Thelma Coyne Joan Hartigan 7-5 4-6 6-3                               | Alison Hattersley Vera Selwin |               |                     |
| 10 ottobre | Metropolitan Grass Court Championships 1936 Strathfield, Australia Singolare - Doppio            | Doppio misto: Peggy Menzies Jack Crawford 6-3 (finale non terminata) | Thelma Coyne Vivian McGrath   |               |                     |
| 19 ottobre | British Covered Court Championships 1936 Londra, Gran Bretagna Parquet indoor Singolare - Doppio | Anita Lizana 6-3 6-0                                                 | Mary Hardwick                 |               |                     |
| 19 ottobre | British Covered Court Championships 1936 Londra, Gran Bretagna Parquet indoor Singolare - Doppio | Mary Whitmarsh Billie Yorke 6-8 6-2 6-4                              | Ermyntrude Harvey Joan Ingram |               |                     |
| 19 ottobre | British Covered Court Championships 1936 Londra, Gran Bretagna Parquet indoor Singolare - Doppio | Doppio misto: Freda James John Olliff 4-6 7-5 6-3                    | Mary Hardwick Charles Hare    |               |                     |

## Novembre
| Settimana   | Torneo                                                                                 | Vincitore                                              | Finalista                       | Semifinalisti | Eliminati ai quarti |
| ----------- | -------------------------------------------------------------------------------------- | ------------------------------------------------------ | ------------------------------- | ------------- | ------------------- |
| 14 novembre | Queensland Championships 1936 Brisbane, Australia Singolare - Doppio                   | Nancye Wynne 7-5 6-1                                   | Joan Hartigan                   |               |                     |
| 14 novembre | Queensland Championships 1936 Brisbane, Australia Singolare - Doppio                   | May Hardcastle Emily Westacott 1-6 6-4 6-4             | Joan Hartigan Alison Hattersley |               |                     |
| 14 novembre | Queensland Championships 1936 Brisbane, Australia Singolare - Doppio                   | Doppio misto: Joan Hartigan Vivian McGrath 6-3 8-6     | Emily Westacott Edgar Moon      |               |                     |
| 21 novembre | Torneo di Torquay 1936 (Palace Hotel) Torquay, Gran Bretagna Indoor Singolare - Doppio | Anita Lizana 8-10 6-1 6-1                              | Dorothy Round                   |               |                     |
| 21 novembre | Torneo di Torquay 1936 (Palace Hotel) Torquay, Gran Bretagna Indoor Singolare - Doppio | Mary Hardwick Dorothy Round 4-6 6-1 6-2                | Freda James Katherine Stammers  |               |                     |
| 21 novembre | Torneo di Torquay 1936 (Palace Hotel) Torquay, Gran Bretagna Indoor Singolare - Doppio | Doppio misto: Joan Ingram Henry Billington 2-6 6-3 6-4 | Mary Whitmarsh Frank Wilde      |               |                     |

## Dicembre
| Settimana   | Torneo                                                                                | Vincitore                                             | Finalista                     | Semifinalisti | Eliminati ai quarti |
| ----------- | ------------------------------------------------------------------------------------- | ----------------------------------------------------- | ----------------------------- | ------------- | ------------------- |
| 12 dicembre | Victorian Championships 1936 Melbourne, Australia Singolare - Doppio                  | Joan Hartigan 8-6 6-2                                 | Emily Westacott               |               |                     |
| 12 dicembre | Victorian Championships 1936 Melbourne, Australia Singolare - Doppio                  | Nell Hopman Nancye Wynne 7-5 6-3                      | Joan Hartigan Margaret Wilson |               |                     |
| 12 dicembre | Victorian Championships 1936 Melbourne, Australia Singolare - Doppio                  | Doppio misto: Emily Westacott James Gilchrist 6-2 7-5 | Nell Hopman Harry Hopman      |               |                     |
| 26 dicembre | Southern California Mid-Winter Championships 1936 Los Angeles, USA Singolare - Doppio | Dorothy Bundy Cheney 6-1 3-6 6-1                      | Jacque Virgil                 |               |                     |
| 26 dicembre | Southern California Mid-Winter Championships 1936 Los Angeles, USA Singolare - Doppio |                                                       |                               |               |                     |

## Senza data
| Settimana | Torneo                                                                      | Vincitore                 | Finalista       | Semifinalisti | Eliminati ai quarti |
| --------- | --------------------------------------------------------------------------- | ------------------------- | --------------- | ------------- | ------------------- |
|           | Torneo di Santa Ana 1936 Santa Ana, USA Singolare - Doppio                  | Marjorie Lauderbach Blair | May Doeg        |               |                     |
|           | Torneo di Santa Ana 1936 Santa Ana, USA Singolare - Doppio                  |                           |                 |               |                     |
|           | Targhe Colphi Plate 1936 Venezia, Italia Singolare - Doppio                 | Hilde Sperling            | Simonne Mathieu |               |                     |
|           | Targhe Colphi Plate 1936 Venezia, Italia Singolare - Doppio                 |                           |                 |               |                     |
|           | Campionati italiani assoluti di tennis 1936 Roma, Italia Singolare - Doppio | Vittoria Tonolli          |                 |               |                     |
|           | Campionati italiani assoluti di tennis 1936 Roma, Italia Singolare - Doppio |                           |                 |               |                     |